# Milica Tomić
Milica Tomić (ur. 1960 w Belgradzie) – serbska artystka wizualna, dyrektorka Instytutu Sztuki Współczesnej na politechnice w austriackim Grazu. W swojej pracy bada różne gatunki, metody i praktyki, skupiające się na zagadnieniach przemocy politycznej i pamięci społecznej.
Milica Tomić w 1990 uzyskała tytuł magistra w Akademii Sztuk w Belgradzie.
W swoich pracach wykorzystuje m.in. wideo, film, fotografię, instalacje oraz performance koncentrując się na tematach przemocy politycznej, narodowej i indywidualnej tożsamości, a także konfliktów etnicznych w byłej Jugosławii. W projekcie Four Faces of Omarska uwidacznia wydarzenia, które miały miejsce w obozie koncentracyjnym w Omarska, w Bośni i Hercegowinie. Swoje projekty wystawiała m.in. na Biennale w São Paulo (1998), Wenecji (2001, 2003), Stambule (2003), Sydney (2006) i Pradze (2007).
W ramach wystawy Płeć? Sprawdzam! w warszawskiej Zachęcie (20 marca – 13 czerwca 2010) prezentowana jest jej praca pt. „Portret mojej matki”. Podczas Malta Festival Poznań 2017 zaprezentowano dwie wystawy jej autorstwa: Sans Souci: Four Faces of Omarska oraz The Container.